# Де Коэорн, Луи Жак
Луи Жак де Коэорн (фр. Louis Jacques de Coëhorn; 1771—1813) — французский военный деятель, бригадный генерал (1807 год), барон (1808 год), участник революционных и наполеоновских войн. Имя генерала выбито на Триумфальной арке в Париже.

## Биография
В 1783 году в возрасте 12 лет поступил на военную службу. 2 сентября 1784 года – младший лейтенант на замене в Эльзасском пехотном полку, уже 28 октября приступил к исполнению обязанностей. Служил в Лорьяне и в Гайане. 9 июня 1792 года получил звание капитана, но в 1793 году был вынужден подать в отставку вследствие тяжёлой болезни и вернулся во Францию. По выздоровлении зачислен рядовым в Армию Бреста. Служил под командой генерала Гоша, который через шесть месяцев возвратил ему звание капитана. 31 декабря 1794 года переведён в Рейнско-Мозельскую армию, участвовал в захвате Майнца, Пфедерсхайма и Лампсхайма, 28 июня 1796 года сражался при Ренхене, 5 июля при Раштадте, 9 июля при Эттлингене, 4 августа назначен адъютантом генерала Декана, 11 августа отличился в сражении при Нересхайме. После захвата Кайзерслаутерна в сентябре 1796 года пытался остановить грабежи, которые учинили егеря в Гайзенфельде. Коэорн убил их предводителя, и ранил другого, но был атакован другими мародёрами, получил 11 ран в схватке с ними, и чудом был спасён офицерами от полной расправы, однако попал в плен. 1 мая 1797 года получил свободу, и ему было присвоено звание командира батальона. В 1798 году служил в Армии Англии, в 1799 году – в Дунайской армии, 21 марта сражался при Оштрахе, 25 марта тяжело ранен пулей в левую ногу в сражении при Штоккахе, 20 августа 1799 года произведён в полковники штаба. В апреле 1800 года определён в состав дивизии генерала Дельма Рейнской армии. Отличился в сражениях 1 мая при Гогентвиле, 5 мая при Мёсскирхе и 27 июня при Нойбурге.
24 сентября 1801 года назначен в 26-й военный округ, 29 августа 1803 года переведён в лагерь Брюгге. 11 января 1805 года назначен начальником штаба 1-й пехотной дивизии генерала Удино в Брюгге. С 29 августа в составе 3-го корпуса маршала Даву Великой Армии. Принимал участие в кампаниях 1805, 1806 и 1807 годов, отличился в сражениях 2 декабря 1805 года при Аустерлице, и особенно 14 октября 1806 года при Ауэрштедте, где был ранен. 13 декабря 1806 года на берегу реки Нарев у Дембе, близ Варшавы, Коэорн получил серьёзное пулевое ранение в голову. Генерал Моран писал маршалу Даву: «Я надеюсь, что рана не будет опасной». Однако 15 Моран сообщает, что «полковник Коэорн очень плох». Моран предлагает Коэорну добраться до Варшавы, но полковник не хочет ехать без разрешения маршала. В итоге он продолжил исполнять функции начальника штаба, и 7-8 февраля 1807 года сражался при Эйлау.
21 марта 1807 года произведён в бригадные генералы и 22 апреля возглавил 3-ю бригаду гренадерской дивизии генерала Удино. 15 мая успешно действовал при Вайхсельмюнде, недалеко от Данцига, 10 июня отличился при Гейльсберге, 14 июня ранен пулей в бедро в сражении при Фридланде.
Принимал участие в Австрийской кампании 1809 года в составе дивизии Клапареда 2-го корпуса Армии Германии, сражался 19 апреля при Пфаффенхофене, 21 апреля при Ландсхуте и 27 апреля при Пассау. 3 мая в сражении при Эберсберге во главе своей бригады и четырёх артиллерийских орудий был отделён от основной армии горящим мостом через Траун и выдерживал в течение трёх часов атаки 40 000 австрийцев. 21-22 мая сражался при Эсслинге, 6 июля снова был ранен в сражении при Ваграме.
15 мая 1810 года испросил отпуск для поправления здоровья. 10 июня 1811 года возвратился к активной службе, и 9 июля был направлен на Пиренейский полуостров в состав 3-й дивизии Южной армии, но уже 30 сентября по состоянию здоровья был вынужден возвратиться в Париж.
20 марта 1813 года – командир 1-й бригады 22-й пехотной дивизии 6-го армейского корпуса маршала Мармона в Саксонии, сражался 2 мая при Лютцене и 20-21 мая при Баутцене. 18 октября в сражении при Лейпциге был поражён ядром в левое бедро и захвачен в плен. 20 октября ему пришлось ампутировать ногу. Генерал был перевезён в родной Страсбург, где и умер от полученных ран 29 октября 1813 года в возрасте 42 лет.

## Воинские звания
- Драгун (1 августа 1783 года);
- Младший лейтенант (2 сентября 1784 года);
- Второй лейтенант (22 сентября 1788 года);
- Лейтенант (1 апреля 1791 года);
- Капитан (9 июня 1792 года);
- Командир батальона (1 мая 1797 года);
- Полковник штаба (20 августа 1799 года, утверждён 20 июля 1800 года);
- Бригадный генерал (21 марта 1807 года).

## Титулы
- Барон Коэорн и Империи (фр. baron Coëhorn et de l'Empire; декрет от 19 марта 1808 года, патент подтверждён 27 ноября 1808 года)[1].

## Награды
Легионер ордена Почётного легиона (25 марта 1804 года)
 Офицер ордена Почётного легиона (14 июня 1804 года)
 Коммандан ордена Почётного легиона (30 апреля 1809 года)
 Кавалер баварского военного ордена Максимилиана Иосифа (10 июня 1809 года)
 Командор военного ордена Максимилиана Иосифа (15 ноября 1810 года)